# Ragelsdorf (Gemeinde St. Pölten)

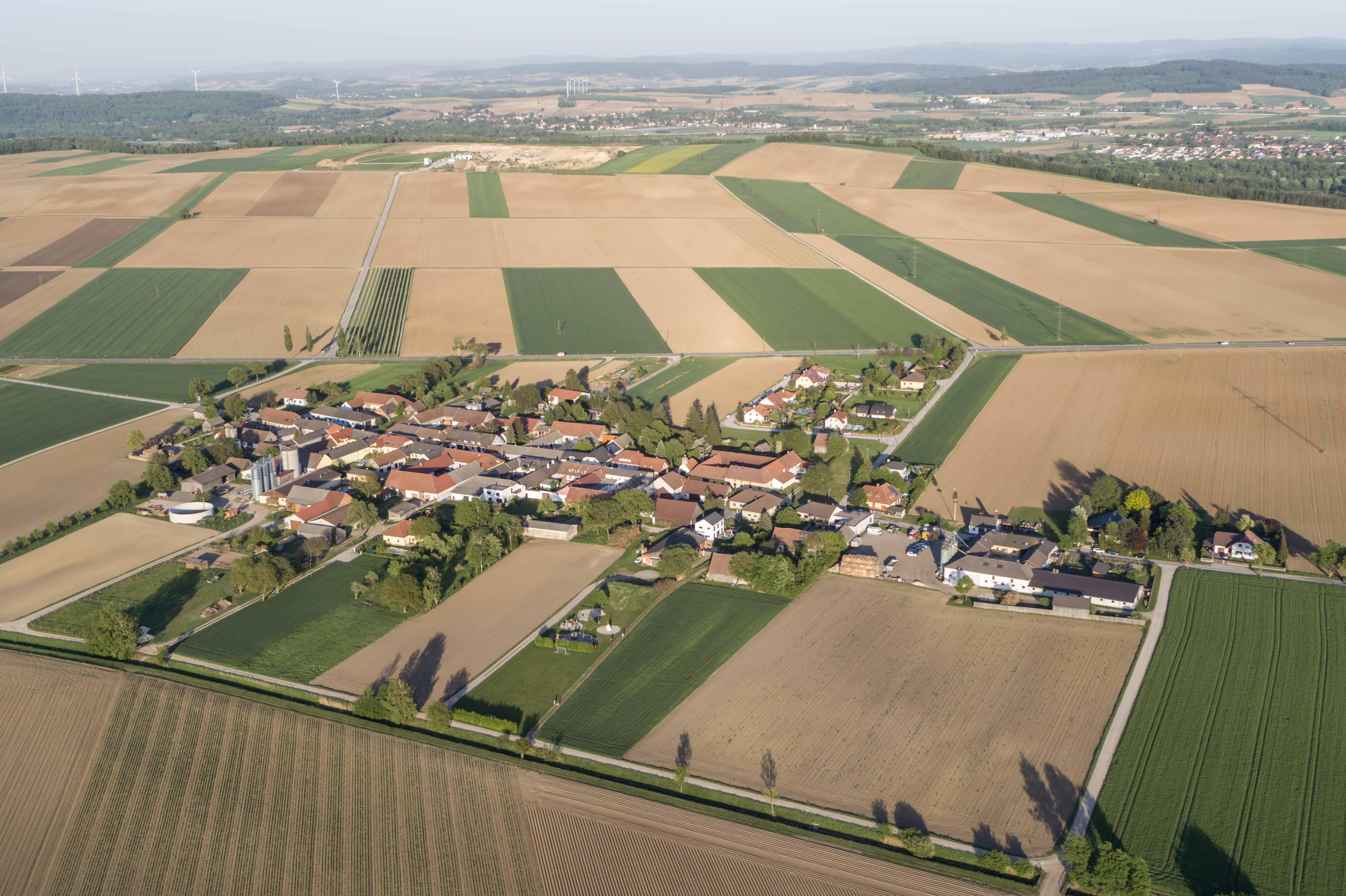
Luftaufnahme 2018

Ragelsdorf ist ein Ort im Mostviertel in Niederösterreich, und Ortschaft und Katastralgemeinde der Stadtgemeinde und Statutarstadt St. Pölten. Es gehört zum Stadtteil Viehofen.

## Geographie
Das Dorf liegt im ländlichen Raum an der nordwestlichen Stadtgrenze, etwa 4 Kilometer nördlich des Stadtzentrums, 1½ km direkt nördlich von Viehofen. Es befindet sich auf der Pielach-Traisen-Platte – der Höhenschwelle westlich der Stadt bis zum Dunkelsteinerwald – auf 287 m ü. A. Höhe am Weiternbach. Beim Ort verlaufen die L 100 Kremser Landstraße St. Pölten–Krems an der Donau, und die Abzweigung (Ragelsdorf Bus-Haltestelle) der Straße nach Weitern (L 5120) und zur L 5055 Weiterner Straße, der Ausfallstraße nach Oberwölbling.
Die Ortschaft Ragelsdorf besteht aus etwa 170 Gebäude mit zirka 470 Einwohnern. Davon bilden etwa 50 Häuser das Dorf Ragelsdorf selbst.
Die Katastralgemeinde umfasst das Gebiet zwischen Stadtgrenze und der Geländekante (Viehofner Kogel) zum Mühlbach der Traisen. Rund um den Ort erstreckt sich weites Ackerland (Ober-, Mittel und Unterfeld, Hainer Hüllingfeld). Ganz im Süden liegt im Katastergebiet noch das Schloss Viehofen  sowie eine in den Jahren nach 2005 entstandene Neubausiedlung um die Robiniengasse (2018: knapp 200 Adressen).
| Flinsdorf (O u. KG, Gem. Obritzberg-Rust, Bez. St. Pölten-Land) | Großhain Angern Kleinhain (jew. O, alle:) KG Hain (Gem. Obritzberg-Rust, Bez. St. Pölten-Land) |                                       |
|                                                                 | Kompassrose, die auf Nachbargemeinden zeigt                                                    | Oberradlberg (O u. KG, Stt. Radlberg) |
| Weitern (O u. KG)                                               |                                                                                                | Viehofen (O u. KG)                    |

## Geschichte und Infrastruktur
Der Ort gehörte ab Schaffung der Ortsgemeinden 1848/49 zur Gemeinde Viehofen. Diese wurde 1922 nach St. Pölten eingemeindet, Ragelsdorf wurde eine eigenständige Gemeinde. Dabei wurde die Ortschaft Weidern (Weitern, so bis 1961) dazugelegt. Weil bei der Gemeindeteilung von Viehofen die neue Gemeinde Ragelsdorf einen recht ungünstigen Grenzverlauf gehabt hätte (ohne natürliche Grenzen und mit vielen zerschnittenen Parzellen), wurde ein Grundtausch mit der Stadt vorgenommen. Dadurch kam auch das Schloss Viehofen zu Ragelsdorf, nicht zu St. Pölten.
1969 wurde dann auch die Gemeinde Ragelsdorf in die Stadt eingemeindet.
Siehe auch: Liste der Bürgermeister von St. Pölten
Im Ort steht eine kleine Dorfkapelle, die zur Pfarre St. Pölten-Viehofen gehört. Außerdem gibt es ein Feuerwehrhaus samt Übungsplatz sowie einen 2005 fertiggestellten Spielplatz.
Das Schloss Viehofen im Süden des Orts ist denkmalgeschützt, es war schon zur Ruine verfallen und wird seit 2003 aufwändig saniert.
Siehe auch: Liste der denkmalgeschützten Objekte in St. Pölten-Viehofen